# Hesperilla malindeva
The Malindeva Skipper or Two-spotted Sedge-skipper (Hesperilla malindeva) là một loài bướm ngày thuộc họ Hesperiidae. Nó được tìm thấy ở New South Wales và Queensland.
Sải cánh dài khoảng 30 mm.
Ấu trùng ăn Gahnia aspera. They make a shelter by rolling leaves of their host into a tube. They remain in this shelter during the day and come out to feed at night.